# Manuel Caldeira
Pour le politicien, voir Manuel Caldeira Cabral.
Pour les articles homonymes, voir Caldeira (homonymie).
Manuel Caldeira, de son nom complet Manuel António Caldeira, est un footballeur portugais né le 14 décembre 1926 à São Bartolomeu do Sul et mort le 9 août 2014. Il évoluait au poste de défenseur.

## Biographie

### En club
Il commence tout d'abord sa carrière au Lusitano VRSA en 1944. Après avoir joué pendant trois saisons en deuxième division portugaise, le club accède à la première division en 1947,.
Il quitte le club en 1950 pour rejoindre le Sporting Portugal. Avec le club, il est Champion du Portugal à cinq reprises et remporte une Coupe du Portugal en 1954,.
En 1959 après neuf saisons passées dans le club lisboète, il rejoint le Portimonense pour deux saisons,.
Il finit sa carrière en 1962 dans le club du Silves FC,.
Il dispute 252 matchs pour un but marqué en première division portugaise,.

### En équipe nationale
International portugais, il reçoit trois sélections en équipe du Portugal entre 1954 et 1955 toutes en amicales.
Son premier match est disputé le 19 décembre 1954 contre l'Allemagne de l'Ouest (défaite 0-3 à Oeiras).
Sa deuxième sélection est disputée le 4 mai 1955 en amical contre l'Écosse (défaite 0-3 à Glasgow).
Son dernier match est joué en amical le 22 mai 1955 contre l'Angleterre (victoire 3-1 à Porto).

## Palmarès
Avec le Sporting Portugal :
- Champion du Portugal en 1951, 1952, 1953, 1954 et 1958
- Vainqueur de la Coupe du Portugal en 1954